# Norra Skäftåstjärnen
Norra Skäftåstjärnen är en sjö i Malung-Sälens kommun i Dalarna och ingår i Dalälvens huvudavrinningsområde.